# Qusay Mubarak Abdullah (Younan) Hano
Benedict Qusay Mubarak Abdullah (Younan) Hano (Qaraqosh, 10 settembre 1982) è un arcivescovo cattolico iracheno, dal 7 gennaio 2023 arcieparca di Mosul dei Siri.

## Biografia
È nato a Qaraqosh, nella piana di Ninive, il 10 settembre 1982.

### Formazione e ministero presbiterale
Compiuti gli studi in infermieristica, ha seguito la formazione seminaristica, prima a Baghdad e successivamente in Libano, presso l'università Saint-Esprit, dove consegue il baccalaureato in filosofia e teologia. 
Il 29 giugno 2011 è stato ordinato presbitero incardinandosi nell'arcieparchia di Mosul dei Siri.
Durante il suo ministero sacerdotale, ha ricoperto i seguenti incarichi:
- vicario parrocchiale presso la parrocchia Mar Jacob di Qaraqosh;
- segretario particolare dell'arcieparca;
- protosincello dell'arcieparchia di Mosul dei Siri;
- docente di sacra scrittura;
- curatore del programma radiofonico arcieparchiale;
- rappresentante della Chiesa iraqena nel Consiglio delle Chiese del Medio Oriente;
- collaboratore presso il tribunale inter-rituale di Erbil.

Nel 2014, con l'invasione della piana di Ninive da parte dello Stato Islamico, si è occupato degli sfollati siri presso la chiesa Mar Shomi in Erbil. Dal 2019 si è trasferito, invece, a Roma per il dottorato in teologia biblica.
Oltre al siriaco e all'arabo, conosce anche l'inglese e l'italiano.

### Ministero episcopale
Il 7 gennaio 2023 papa Francesco ha concesso l'assenso alla sua elezione alla guida dell'arcieparchia di Mosul dei Siri da parte del Sinodo dei Vescovi della Chiesa patriarcale di Antiochia dei Siri; è succeduto a Youhanna Boutros Moshe, dimessosi il 18 settembre 2021. Il 3 febbraio seguente ha ricevuto l'ordinazione episcopale, nella chiesa della Grande Immacolata Concezione a Qaraqosh, dal patriarca Ignace Youssif III Younan, co-consacranti gli arcivescovi Ephrem Yousif Abba Mansoor e Youhanna Boutros Moshe. Durante la stessa celebrazione ha preso possesso dell'arcieparchia.

## Genealogia episcopale
La genealogia episcopale è:
- Patriarca Ignazio Matteo Benham
- Patriarca Ignazio Giorgio V Sayar
- Patriarca Ignazio Antonio I Samheri
- Patriarca Ignazio Giorgio V Chelhot
- Patriarca Ignazio Efrem II Rahmani
- Cardinale Ignazio Gabriele I Tappouni
- Patriarca Ignazio Antonio II Hayek
- Patriarca Ignace Youssif III Younan
- Arcieparca Qusay Mubarak Abdullah (Younan) Hano